# Ислам в Якутии

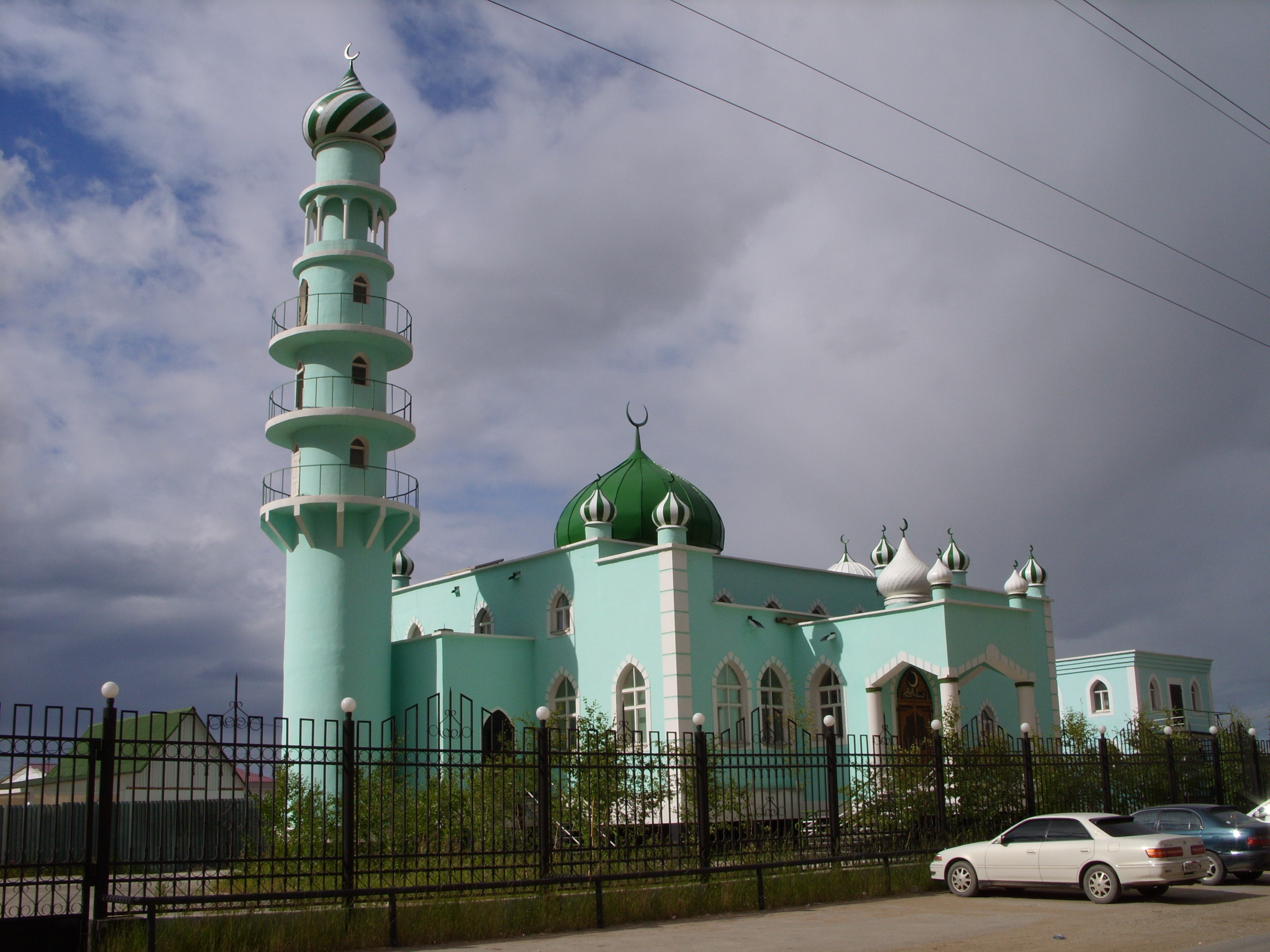
Мечеть г. Якутска

Согласно социологическим исследованиям, в 2002 году ислам в Якутии исповедовали 1,9 %, в 2006 — 1,2 % жителей Якутии. Преимущественное распространение получил ислам суннитского толка. Ислам в республике исповедуют большей частью представители народов Северного Кавказа и Средней Азии.
Исторически сложилось, что ислам в Якутии исповедовали, прежде всего, жившие там татары и башкиры. Известно, что к 1913 году в Якутии действовали два мусульманских молитвенных дома и две русско-татарские школы — в Якутске и Олекминске.
Первые мусульманские религиозные организации постперестрочного времени возникли в Якутии в 1994—1996 годах в городах Якутске и Нерюнгри.

## Ислам вЯкутске
В 2005 году в Якутске была открыта одна из самых северных мечетей в России (она севернее, чем Санкт-Петербургская соборная мечеть, но южнее, чем мечеть в Норильске).

## Ислам вНерюнгри
Мусульманская община Нерюнгри издаёт небольшим тиражом газету «Ислам в Якутии».

## Ислам вУдачном
В 2015 году в городе Удачный Мирнинского района была зарегистрирована местная религиозная организация мусульман города Удачный Республики Саха (Якутия) "Милость". Это первая организация входящая в состав духовного управления мусульман российской федерации. Председатель и имам-хатыб Руфат Халявиев. С 2022 года в городе действует исламский центр выполняющий роль полноценной мечети. У организации есть официальный сайт, где публикуются материалы по основам ислама, новости мусульман города, время намазов разработанный для Удачного с учетом географических особенностей региона